# 桑村さや香
桑村 さや香（くわむら さやか、1982年 - ）は日本の脚本家。
埼玉県出身。ミリアゴンスタジオ所属。

## 略歴
2009年に『輪廻の雨』で第21回フジテレビヤングシナリオ大賞受賞。映画『ストロボ・エッジ』や『未来日記-ANOTHER:WORLD-』（フジテレビ）を手がけた後、2015年の月9ドラマ『恋仲』を担当している。2020年公開の『滑走路』が第33回東京国際映画祭の特別招待作品に選出、第24回上海国際映画祭のインターナショナル・パノラマ部門NIPPON EXPRESSに選出され、同年公開の『ジョゼと虎と魚たち』が第33回東京国際映画祭の特別招待作品に選出、第25回釜山国際映画祭のクロージング作品に選出、アヌシー国際アニメーション映画祭2021のオープニング作品に選出された。

## 作品

### テレビドラマ
- 輪廻の雨（2010年、フジテレビ）
- 未来日記-ANOTHER:WORLD- 第1話・第2話・第4話・第5話・第9話・最終話（2012年、フジテレビ）
- So long !（2013年、日本テレビ）
- BAD BOYS J 第5話・第6話・第9話 〜 最終話（2013年、日本テレビ）
- 海の上の診療所 脚本協力（2013年、フジテレビ）
- SHARK（2014年、日本テレビ）
  - SHARK〜2nd Season〜 第1話・第2話・第5話・第7話・第11話・最終話（2014年、日本テレビ）
- 警部補・杉山真太郎〜吉祥寺署事件ファイル 第4話・第7話（2015年、TBS)
- 恋仲（2015年、フジテレビ）
- 好きな人がいること 第1話 〜 第6話・第8話・最終話（2016年、フジテレビ）
- 愛してたって、秘密はある。 第1話 〜 第5話・第7話・第9話・最終話（2017年、日本テレビ）
- 神奈川発地域ドラマ R134/湘南の約束（2018年、NHK BSプレミアム）
- やめるときも、すこやかなるときも（2020年、日本テレビ）
- 花嫁未満エスケープ（2022年、テレビ東京）
  - 花嫁未満エスケープ 完結編 第1話・最終話（2023年、テレビ東京）
- アオハライド（WOWOW）
  - Season1（2023年）
  - Season2（2024年）

### 映画
- 任侠ヘルパー（2012年、脚本協力)
- 劇場版 BAD BOYS J -最後に守るもの-（2013年）
- ストロボ・エッジ（2015年）
- OVER DRIVE（2018年）
- 初恋ロスタイム（2019年）
- 滑走路（2020年）

### アニメ映画
- ジョゼと虎と魚たち（2020年）

### 配信ドラマ
- ブリザード（2011年、BeeTV）
- 最上のプロポーズ（2013年、BeeTV）
- すべての恋は片想いからはじまるっぽい 第1話・第6話・第9話・第12話・最終話（2021年、YouTube）

### 書籍
- ブリザード（2011年、泰文堂リンダブックス、ISBN 978-4-8030-0248-5）
- 公式シナリオブック 好きな人がいること（2016年9月、LINE）- 大北はるかと共著